# Rio Cacova (Prahova)
O Rio Cacova é um rio da Romênia afluente do Rio Prahova, localizado no distrito de Prahova.